# Dorp (Zoetermeer)

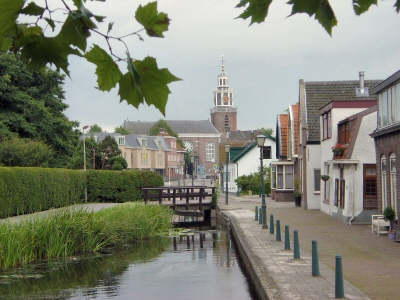
Zoetermeer - Het oude dorp

Dorp (Wijk 12) is een wijk van Zoetermeer, in de Nederlandse provincie Zuid-Holland. Kadastraal gezien valt het westelijk deel van de buurt binnen de kadastrale gemeente Soetermeer en het oostelijk deel binnen de kadastrale gemeente Zegwaard.
In 1962 werd besloten dat Zoetermeer moest groeien van dorp tot een stad met inmiddels 125.000 inwoners. De Dorpsstraat laat nog iets van de sfeer proeven van de oorspronkelijke bebouwing en er zijn veel historische elementen bewaard gebleven. In de Dorpsstraat staan meerdere karakteristieke panden uit de 19e eeuw en het huis op nummer 145 staat bekend als het oudste huis uit Zoetermeer en zou volgens overlevering uit 1642 dateren. De Oude Kerk uit 1785, met de toren uit 1642 rustend op een mogelijk 15e-eeuwse fundament en de Nicolaaskerk (1915) zijn bepalend voor het straatbeeld rond de kleine winkeltjes en uitgaansgelegenheden. De oude korenmolen de Hoop (1897) is nog steeds in bedrijf.
Het Centrum voor Kunst en Cultuur in zijn moderne vormgeving is dan ook een gewaagd stukje architectuur tussen de vele historische panden.
In 't Oude Huis is het Stadsmuseum Zoetermeer en het Historisch Genootschap Oud Soetermeer (HGOS) gevestigd, waarin de actieve Genealogische Werkgroep Zoetermeer (GWZ) en de Archeologische Werkgroep Zoetermeer (AWZ) hun onderkomen hebben.